# عدد استرلینگ
در ریاضیات، اعداد استرلینگ (به انگلیسی: Stirling Numbers)، در مسائل آنالیزی و ترکیبیاتی مختلفی ظهور پیدا می‌کنند. یکی از اولین نتایجی که منجر به کشف اعداد استرلینگ شد، به دلیل کارهای ماسانوبو ساکا (Masanobu Saka) در ۱۷۸۲ بود. جیمز استرلینگ در کتابش (Methodus Differentials)، این اعداد را در سال ۱۷۳۰ به صورت جبری محض پیدا کرده بود. با وجود این که استرلینگ قبلاً این اعداد را کشف کرده بود، اما ساکا اعتبار معنابخشی ترکیبیاتی به این اعداد را نصیب خود کرد، که اکنون به نام جیمز استرلینگ می‌باشند. این نام بر روی دو مجموعه مختلف از اعداد قرار دارد. اعداد استرلینگ نوع اول و اعداد استرلینگ نوع دوم. به علاوه، برخی مواقع به اعداد لاه (Lah) نیز اعداد استرلینگ نوع سوم می‌گویند. هر نوع ازین اعداد در مقاله مربوط به خود به تفصیل مورد بحث قرار گرفته شده‌است. در این مقاله، بیشتر در مورد روابط بین این اعداد صحبت می‌شود.
خاصیت مشترک تمام این سه نوع عدد این است که آن‌ها توصیف‌کننده روابط بین سه نوع دنباله متفاوت از چندجمله‌ای‌هایی اند که به‌طور متداول در ترکیبیات ظاهر می‌گردند. به علاوه، تمام این سه نوع عدد را می‌توان به عنوان تعداد افرازهای n عنصر به k زیرمجموعه ناتهی نیز تعریف نمود که در هر زیرمجموعه، ترتیب‌ها را می‌توان به طرق مختلفی شمرد.

## نمادگذاری
نمادهای متفاوت و متعددی برای اعداد استرلینگ مورد استفاده اند. در ادامه، رایج‌ترین نمادگذاری‌های معرفی می‌گردند. نماد اعداد استرلینگ نوع اول (علامت‌دار):
{\displaystyle s(n,k)\,}
برای اعداد استرلینگ نوع اول (بدون علامت) که تعداد جایگشت‌های n عنصر با k دور مجزا را می‌شمارد:
{\displaystyle \left[{n \atop k}\right]=c(n,k)=|s(n,k)|=(-1)^{n-k}s(n,k)\,}
و برای اعداد استرلینگ نوع دوم، که تعداد طرق افراز یک مجموعه n عضوی به k زیرمجموعه ناتهی را می‌شمارد:
{\displaystyle \left\{{\begin{matrix}n\\k\end{matrix}}\right\}=S(n,k)=S_{n}^{(k)}\,}
به عنوان مثال، جمع {\displaystyle \sum _{k=0}^{n}\left[{n \atop k}\right]=n!}، تعداد تمام جایگشت‌ها را می‌شمرد، در حالی که جمع {\displaystyle \sum _{k=0}^{n}\left\{{\begin{matrix}n\\k\end{matrix}}\right\}=B_{n}}، ‏nمین عدد بل است.
آبرامویتز و استگان (نام غیررسمی اثری که توسط این دو نفر ویرایش شده)، به ترتیب از یک حرف بزرگ S و یک حرف سیاه S برای اعداد استرلینگ نوع اول و دوم استفاده می‌کند. این نمادگذاری که از براکت و آکولاد برای نمایش این اعداد استفاده می‌کند، در قیاس و الگوگیری از نمادگذاری ضرایب دوجمله‌ای است که در ۱۹۳۵ میلادی توسط جووان کاراماتا معرفی شد و سپس توسط دونال کنوث تجدید حیات گشت (نماد براکت با نمادگذاری رایج ضرایب گاوسی تضاد ایجاد می‌کند). انگیزه ریاضیاتی این نوع از نمادگذاری، به علاوه فرمول‌های اضافه تر برای عدد استرلینگ را می‌توان در صفحه اعداد استرلینگ و توابع مولد نمایی یافت.

## کاربردی برای اعداد استرلینگ نوع اول
محاسبه حاصل جمع سری‌ها در دنباله‌ها
فرمول کلی، برای محاسبه حاصل جمع سری‌ها، در دنباله‌های با ویژگی ساختمان، "تفاضل‌گیری چند مرتبه ای (مرحله ای) برای بدست آمدن مقدار «قدر نسبت»، (Nth difference sequences)".
{\displaystyle \sum _{t=1}^{t}(a_{f})_{t}=(a_{1})_{1}{\Biggl (}{\frac {\textstyle \sum _{k=1,f=1}^{n,k=(f-0)}[s(n,k)*t^{(f-0)}]\displaystyle }{(f-0)!}}{\Biggr )}+(a_{2})_{1}{\Biggl (}{\frac {\textstyle \sum _{k=1,f=2}^{n,k=(f-1)}[s(n,k)*t^{(f-1)}]\displaystyle }{(f-1)!}}{\Biggr )}+(a_{3})_{1}{\Biggl (}{\frac {\textstyle \sum _{k=1,f=3}^{n,k=(f-2)}[s(n,k)*t^{(f-2)}]\displaystyle }{(f-2)!}}{\Biggr )}+...+(a_{f})_{1}{\Biggl (}{\frac {\textstyle \sum _{k=1,f=f}^{n,k=(f-(f-1))}[s(n,k)*t^{(f-(f-1))}]\displaystyle }{(f-(f-1))!}}{\Biggr )}}
- از فرمول بالا می‌توان برای تعیین حاصل جمع توان‌های یکسان از همه نوع از اعداد، شامل اعداد طبیعی و اعشاری و سایر اعداد، با شکل زیر نیز استفاده نمود. بطور کلی می‌توان فرمول بالا را برای محاسبه کلیه سری‌ها، و دنباله‌ها که فرم  ساختمان و مرتبه ای به شکل (Nth difference sequences) ایجاد می نمایند بکار برد.{\displaystyle a^{k}+(a+b)^{k}+(a+2b)^{k}+(a+3b)^{k}+...+(a+nb)^{k}} به‌طور مثال حاصل جمع سری‌هایی به‌شکل زیر. {\displaystyle 3.3^{6}+5.4^{6}+7.5^{6}+9.6^{6}+11.7^{6}+13.8^{6}+15.9^{6}=26616568.58658}یا {\displaystyle 5^{4}+8^{4}+11^{4}+14^{4}+...+29^{4}}
  - لذا لازم است برای تعیین اولین جمله‌های حاصل از تفاضلهای متوالی، {\displaystyle (a_{f})_{t}}، که در فرمول بالا، به‌منزله ضرایب کسرهای فاکتوریلی می‌باشند، ساختمان دنباله، {\displaystyle [5^{4},8^{4},11^{4},14^{4},17^{4}]} ترسیم گردد. (زیرا در مثال توان چهار، در چهارمین ردیف تفاضل‌گیری از ساختمان دنباله عدد تفاضل مشترک حاصل خواهد شد که برای مثال فوق مقدار ۱۹۴۴ می‌باشد. یا {\displaystyle (a_{f})_{t}=(a_{1})_{1}=1944}) و لذا مقدار "{\displaystyle (a_{f})_{t}}‌های" مثال بالا بترتیب {\displaystyle [(a_{5})_{1}=625],[(a_{4})_{1}=3471],[(a_{3})_{1}=7074],[(a_{2})_{1}=6156],[(a_{1})_{1}=1944]} می‌باشد.
- و از آنجا که تعداد جمله‌ها در سری مثال فوق (۹) عدد می‌باشد لذا برای مثال بالا {\displaystyle (t=9)} جایگذاری خواهد شد.
- و به دلیل آنکه سری مثال بالا در پنجمین (۵)، مرتبه از ساختمان دنباله قرار دارد، در فرمول فوق {\displaystyle (f=5)} جایگذاری می‌شود.{\displaystyle 1944{\Biggl (}{\frac {\textstyle 24*9-50*9^{2}+35*9^{3}-10*9^{4}+9^{5}\displaystyle }{5!}}{\Biggr )}+6156{\Biggl (}{\frac {\textstyle -6*9+11*9^{2}-6*9^{3}+9^{4}\displaystyle }{4!}}{\Biggr )}+7074{\Biggl (}{\frac {\textstyle 2*9-3*9^{2}+9^{3}\displaystyle }{3!}}{\Biggr )}+3471{\Biggl (}{\frac {\textstyle -9+9^{2}\displaystyle }{2!}}{\Biggr )}+625{\Biggl (}{\frac {\textstyle 9\displaystyle }{1!}}{\Biggr )}=1745397}{\displaystyle \sum _{t=1}^{t=9}(a_{5})_{t}=5^{4}+8^{4}+11^{4}+14^{4}+17^{4}+20^{4}+23^{4}+26^{4}+29^{4}=1745397}
- نکته مهم اینکه، همواره مقدار تفاضل مشترک در ساختمان دنباله‌های مانند مثال بالا، (توان‌های یکسان از اعداد طبیعی)، از رابطه{\displaystyle d=(b-a)^{k}*k!} حاصل می‌شود.
- به‌طور مثال، تفاضل مشترک حاصل از ساختمان دنباله مثال بالا، {\displaystyle d=(b-a)^{k}*k!=(8-5)^{4}*4!=1944} می‌باشد.
  - در این فرمول نمادهای {\displaystyle (t,f,a)} بترتیب (نماد دنباله "a"، مرتبه دنباله "floor"، تعداد جمله‌های حاصل جمع "time" از ابتدای دنباله) و   {\displaystyle s(n,k)} اعداد استرلینگ نوع اول می‌باشند. (به دلیل تشابه نمادها در دنباله‌ها با نمادهای "مجموعه استرلینگ {\displaystyle s(n,k)}"، تغییراتی در نماد دنباله‌ها اعمال گردیده‌است).

به‌طور مثال، فرمول عمومی برای محاسبه حاصل جمع {\displaystyle (t)} جمله اول از دنباله {\displaystyle (a_{7})_{t}} و مثالی برای آن، از دنباله {\displaystyle (a_{7})_{8}} بشرح زیر است.
{\displaystyle \sum _{t=1}^{t}(a_{7})_{t}=(a_{1})_{1}{\Biggl (}{\frac {720t-1764t^{2}+1624t^{3}-735t^{4}+175t^{5}-21t^{6}+t^{7}\displaystyle }{7!}}{\Biggr )}+(a_{2})_{1}{\Biggl (}{\frac {\textstyle -120t+274t^{2}-225t^{3}+85t^{4}-15t^{5}+t^{6}\displaystyle }{6!}}{\Biggr )}+(a_{3})_{1}{\Biggl (}{\frac {\textstyle 24t-50t^{2}+35t^{3}-10t^{4}+t^{5}\displaystyle }{5!}}{\Biggr )}+(a_{4})_{1}{\Biggl (}{\frac {\textstyle -6t+11t^{2}-6t^{3}+t^{4}\displaystyle }{4!}}{\Biggr )}+(a_{5})_{1}{\Biggl (}{\frac {\textstyle 2t-3t^{2}+t^{3}\displaystyle }{3!}}{\Biggr )}+(a_{6})_{1}{\Biggl (}{\frac {\textstyle -t+t^{2}\displaystyle }{2!}}{\Biggr )}+(a_{7})_{1}{\Biggl (}{\frac {\textstyle t\displaystyle }{1!}}{\Biggr )}}
به‌طور مثال: دنباله، {\displaystyle \{-1,-24,-38,47,516,2029,5861,14202,...\}} در "۶" مرتبه از تفاضل‌گیری متوالی، مقدار قدر نسبت که عدد "۶۰" می‌باشد حاصل می‌گردد؛ لذا، آنرا دنباله مرتبه "۷" می‌نامیم.
بعنوان نمونه، محاسبه حاصل جمع هشت {\displaystyle \{t=8\}} جمله اول از دنباله مرتبه "۷" فوق با استفاده از فرمول کلی، به‌صورت زیر می‌باشد.{\displaystyle \sum _{t=1}^{8}(a_{7})_{8}=60{\Biggl (}{\frac {720*8-1764*8^{2}+1624*8^{3}-735*8^{4}+175*8^{5}-21*8^{6}+8^{7}\displaystyle }{7!}}{\Biggr )}+180{\Biggl (}{\frac {\textstyle -120*8+274*8^{2}-225*8^{3}+85*8^{4}-15*8^{5}+8^{6}\displaystyle }{6!}}{\Biggr )}+195{\Biggl (}{\frac {\textstyle 24*8-50*8^{2}+35*8^{3}-10*8^{4}+8^{5}\displaystyle }{5!}}{\Biggr )}+90{\Biggl (}{\frac {\textstyle -6*8+11*8^{2}-6*8^{3}+8^{4}\displaystyle }{4!}}{\Biggr )}+9{\Biggl (}{\frac {\textstyle 2*8-3*8^{2}+8^{3}\displaystyle }{3!}}{\Biggr )}+(-23){\Biggl (}{\frac {\textstyle -8+8^{2}\displaystyle }{2!}}{\Biggr )}+(-1){\Biggl (}{\frac {\textstyle 8\displaystyle }{1!}}{\Biggr )}=22592} {\displaystyle \sum _{t=1}^{t=8}(a_{7})_{t}=(-1)+(-24)+(-38)+47+516+2029+5861+14202=22592}
در فرمول‌های بالا، ضرایب هر یک از عبارت‌های کسری، اولین جمله ی، دنباله‌های ایجاد شده از تفاضل‌گیری‌های متوالی برای حصول به مقدار «قدر نسبت» می‌باشند.
نکته مهم اینکه با علاوه، (اضافه) نمودن مقدار اولین جمله از دنباله مرتبه بالاتر به فرمول کلی، می‌توان مقدار هر یک از جمله‌های دنباله بالاتر را تعیین نمود. لازم به‌ذکر اینکه، فرمول بالا برای محاسبه سری‌ها در دنباله‌های با جمله‌های اعشاری نیز کاربرد دارد.

## ارجاعات
1. ↑  Mansour & Schork 2015, p. 4.
2. 1 2  Mansour & Schork 2015, p. 5.
3. ↑  Ronald L. Graham, Donald E. Knuth, Oren Patashnik (1988) Concrete Mathematics, Addison-Wesley, Reading MA. ISBN 0-201-14236-8, p.  244.

- مشارکت‌کنندگان ویکی‌پدیا. «Stirling Number». در دانشنامهٔ ویکی‌پدیای انگلیسی، بازبینی‌شده در ۲۱ مهٔ ۲۰۲۱.